# ليونارد غروسفينور
ليونارد غروسفينور هو لاعب هوكي الجليد كندي، ولد في 21 يوليو 1905، وتوفي في 15 مارس 1981.

## وصلات خارجية
- ليونارد غروسفينور على موقع دوري الهوكي الوطني (الإنجليزية)
- ليونارد غروسفينور على موقع EliteProspects.com (الإنجليزية)
- ليونارد غروسفينور على موقع HockeyDB.com (الإنجليزية)
- ليونارد غروسفينور على موقع Hockey-Reference.com (الإنجليزية)